# Stefan Polónyi
Stefan Polónyi (né le 6 juillet 1930 à Gyula et mort le 9 avril 2021 à Cologne) est un ingénieur civil allemand.

## Biographie
Stefan Polónyi étudie le génie civil à l'université polytechnique et économique de Budapest et, après quatre ans comme attaché de recherche, part en 1956 de Budapest à Cologne. En 1957, il ouvre son propre bureau (Stefan Polónyi & Partner, plus tard Polonyi et Fink, puis IPP Prof. Polonyi + Partner). En 1965, il est nommé professeur d'ingénierie des structures à l'université technique de Berlin, où il crée l'Institut de modélisation statique. En 1971, il accepte l'appel de l'université technique de Dortmund, où il joue un rôle clé dans la création du département de construction et le développement du "modèle de Dortmund", une formation commune d'ingénieurs et d'architectes.

## Œuvres
- 1963 : Église Saint-Suitbert à Essen-Überruhr avec l'architecte Josef Lehmbrock
- 1971 : Keramion à Frechen (d'après des expériences d'entonnoir d'Ulrich Müther à Baabe), architecte Peter Neufert
- 1982–1990 : Landesmuseum für Technik und Arbeit à Mannheim, conception structurelle, architecte Ingeborg Kuhler
- 1980–1983 : Galeria auf dem Messegelände, Francfort-sur-le-Main, conception structurelle, architecte Oswald Mathias Ungers
- 1985–1993 : Kunstmuseum Bonn, conception structurelle, architecte Axel Schultes
- 1990 : Toiture de la plate-forme de la Köln Hauptbahnhof, architectes Busmann + Haberer
- 1990–1991 : Car & Driver Autohaus à Hambourg, conception structurelle, architecte Hadi Teherani
- 1991–1995 : Foire de Leipzig, conception structurelle, architectes Ian Ritchie avec Gerkan, Marg und Partner
- 1992–1996 : Willy-Brandt-Haus à Berlin conception structurelle avec Klaus Bollinger, architecte Helge Bofinger
- 1992–1996 : Messehalle 2 à Hanovre, architecte Bertram Bühnemann
- 1993–1994 : Harenberg City-Center à Dortmund, conception structurelle, architecte Eckhard Gerber
- 1994–1998 : Bundespräsidialamt à Berlin, conception structurelle, architectes Gruber + Kleine-Kraneburg
- 1994 : Passerelle Krick de l'ERIN-Park à Castrop-Rauxel
- 1996 : Chapelle abbatiale de Frenswegen, conception structurelle, architecte Hans-Busso von Busse
- 1996 : Pont à double arche dans le Nordsternpark de Gelsenkirchen pour le Bundesgartenschau 1997 avec les architectes Feldmeier + Wrede
- 1997 : Gitternetzbrücke im Nordsternpark de Gelsenkirchen pour le  Bundesgartenschau 1997 avec les architectes Feldmeier + Wrede
- 1997 : Stege West im Nordsternpark de Gelsenkirchen pour le  Bundesgartenschau 1997 avec les architectes Feldmeier + Wrede
- 1997 : Pont piétonnier TZU à Oberhausen
- 1997 : Immeuble résidentiel et commercial à Cologne, conception structurelle, architectes Brandlhuber & Kniess
- 2000 : Pont du jardin animalier de Dessau-Roßlau
- 2008 : Pont de Ripshorster Straße à Oberhausen

## Source, notes et références
1. ↑  (de) « Traueranzeigen von Stefan Polónyi | Frankfurter Allgemeine Lebenswege », sur lebenswege.faz.net (consulté le 18 avril 2021)

- (de) Cet article est partiellement ou en totalité issu de l’article de Wikipédia en allemand intitulé « Stefan Polónyi » (voir la liste des auteurs).